# 前田直敬
前田直敬（まえだ なおたか）は、日本テレビ放送網コンテンツ制作局主任プロデューサー兼グローバルビジネス局IPビジネス部。

## 人物
- 元は土屋泰則チーフプロデューサーの下でディレクターを担当していたが、その後は担当番組がなく、2009年から現場復帰と同時にプロデューサーに昇格し、2019年5月まで藤井淳、菅賢治、田中宏史、森實陽三、加藤幸二郎、伊東修チーフプロデューサーの下でバラエティ・音楽番組プロデューサーを担当していた。
- 同年6月から2020年9月まで川邊昭宏チーフプロデューサー単独でバラエティ・音楽番組プロデューサーを担当してきたが同年10月から川邊昭宏・江成真二チーフプロデューサーの下でプロデューサーを担当し現在に至る。
- 2016年頃から制作局主任兼プロデューサーに就く。
- 2017年5月頃まで事業局イベント事業部兼務。
- 2018年6月1日付で情報・制作局に改称。バラエティセンター主任プロデューサー。
- 2019年6月1日付で情報・制作局主任兼プロデューサー兼グローバルビジネス局IPビジネス部。
- 2022年6月1日付で現職。

## 現在の担当番組
- バズリズム02
- 日テレ系音楽の祭典 ベストアーティスト

## 過去の担当番組
- ディレクター
  - ミンナのテレビ
  - ウタワラ
  - さんま&SMAP!美女と野獣のクリスマススペシャル
- FM(フロアーマネージメント)
  - 輝け!2005年お笑いネタのグランプリ
- 企画・プロデューサー
  - アイキャラ
- プロデューサー
  - 歌スタ
  - 音楽戦士 MUSIC FIGHTER
  - ハッピーMusic
  - AKB600sec.
  - AKBINGO!
  - クイズ80
  - TOKYOヒットガール
  - 東京エトワール音楽院
  - Music Lovers
  - 音龍門
  - せまソン♪
  - 1番ソングSHOW
  - おしゃれイズム
  - ミュージックドラゴン
  - LIVE MONSTER
  - 天才!志村どうぶつ園
  - キャラオケ18番
  - チカラウタ
  - MUSIC BLOOD
  - &TEAM学園
  - NCT Universe: LASTART
  - THE MUSIC DAY
  - くりぃむしちゅーの最強アイドル大百科
  - ミリオンヒットコンサート
  - 日テレ系音楽の祭典 音楽のちから2012
  - 24時間テレビ 「愛は地球を救う」
  - うたうで! おどるで! THE カヴァ☆コラTV
  - さまぁ～ずの歌フリ!